# Comuna de Mielec
Mielec (polaco: Gmina Mielec) é uma gminy (comuna) na Polónia, na voivodia de Subcarpácia e no condado de Mielecki. A sede do condado é a cidade de Wisłokę.
De acordo com os censos de 2004, a comuna tem 12 008 habitantes, com uma densidade 98,3 hab/km².

## Área
Estende-se por uma área de 122,12 km², incluindo:
- área agricola: 52%
- área florestal: 40%

## Demografia
Dados de 30 de Junho de 2004:
|                      | Total   | Total | Mulheres | Mulheres | Homens  | Homens |
| -------------------- | ------- | ----- | -------- | -------- | ------- | ------ |
|                      | pessoas | %     | pessoas  | %        | pessoas | %      |
| População            | 12 008  | 100   | 6046     | 50,3     | 5962    | 49,7   |
| Densidade (pop./km²) | 98,3    | 100   | 49,5     | 49,5     | 48,8    | 48,8   |

De acordo com dados de 2002, o rendimento médio per capita ascendia a 1317,93 zł.

## Subdivisões
- Boża Wola, Chorzelów, Chrząstów, Goleszów, Książnice, Podleszany, Rydzów, Rzędzianowice, Szydłowiec, Trześń, Wola Chorzelowska, Wola Mielecka, Złotniki.

## Comunas vizinhas
- Borowa, Cmolas, Czermin, Gawłuszowice, Mielec (miasto), Niwiska, Przecław, Radomyśl Wielki, Tuszów Narodowy, Wadowice Górne